# Шид (місто)

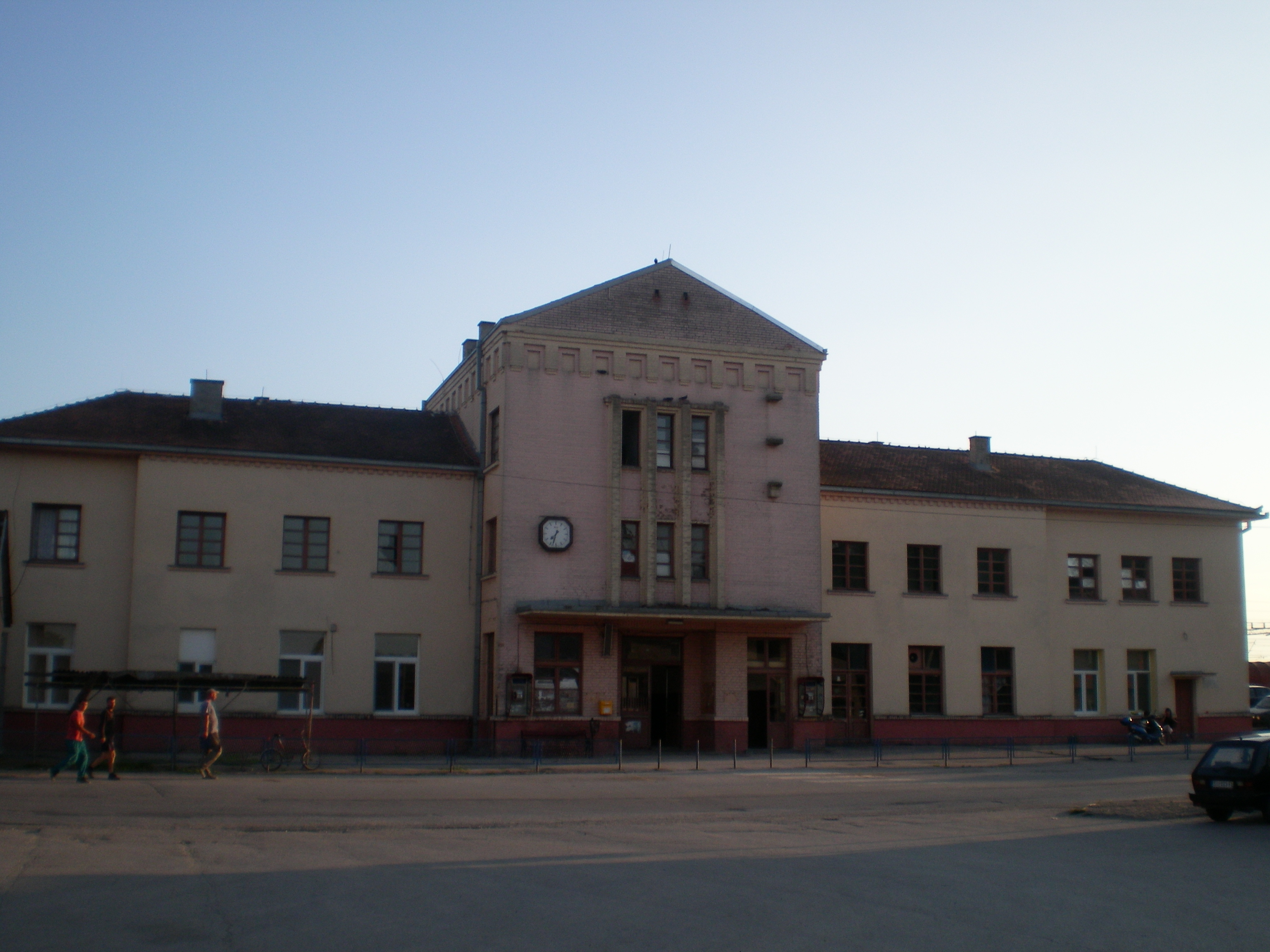
Залізничний вокзал у Шиді

Шид (серб. Шид, Šid) — місто в Сербії, в громаді Шид, в Сремському окрузі автономного краю Воєводина, в історико-географічній області Срем.

## Демографія
За переписом населення Сербії 2002 року в місті проживали 16 311 жителів (за переписом населення 1991 — 14 275 жителів).
При цьому, за переписом 2002 року проживали 12 825 повнолітніх жителів, середній вік яких — 38,1 років (36,5 року у чоловіків і 39,6 року у жінок). У місті є 5510 домашніх господарств, а середнє число жителів у домогосподарствах — 2,96.

## Відомі особи
У Шиді народилися:
- Ковач Михайло Іванович (1909—2005) — український поет, прозаїк, драматург, журналіст, культурноосвітній діяч.